# Mistrzostwa Polski w Judo 1984
28. edycja Mistrzostw Polski w judo odbyła się w 1984 roku w Poznaniu, gdzie rywalizowali mężczyźni oraz we Wrocławiu, gdzie rywalizowały kobiety w dniach 30–31 marca.

## Medaliści 28 mistrzostw Polski

### Kobiety
| Konkurencja: | Złoto:             | Srebro:            | Brąz:                                                                |
| 48 kg        | Joanna Majdan      | Anna Chodakowska   | Urszula Górniak Wanda Gondek                                         |
| 52 kg        | Ernestyna Matusiak | Magdalena Szewczyk | Danuta Wójcik Małgorzata Szamreta Gwardia Białystok                  |
| 56 kg        | Małgorzata Śliwa   | Iwona Raszko-Tracz | Maria Gontowicz-Szałas AZS-AWF Gorzów Wielkopolski Marzena Kostrzewa |
| 61 kg        | Sabina Dyrda       | Magdalena Wideńska | Bogusława Olechnowicz Anna Udycz                                     |
| 66 kg        | Jolanta Adamczyk   | Małgorzata Mendel  | Barbara Maślana Iwona Gregorczyk                                     |
| 72 kg        | Stefania Drzewicka | Maria Litwinowicz  | Beata Staszewska Barbara Kuligowska                                  |
| +72 kg       | Beata Maksymow     | Beata Bartosik     | Grażyna Konopka Izabela Jędrych                                      |

### mężczyźni
| Konkurencja: | Złoto:             | Srebro:                          | Brąz:                                               |
| 60 kg        | Janusz Gaczkowski  | Przemysław Dyczkowski            | Zbigniew Szaforz Dariusz Ostrowicki                 |
| 65 kg        | Andrzej Kruszena   | Zbigniew Zamęcki AZS-AWF Wrocław | Marek Rybicki Marek Rozpądek Wisła Kraków           |
| 71 kg        | Wiesław Błach      | Andrzej Hulko                    | Krzysztof Kamiński Marian Donat                     |
| 78 kg        | Andrzej Sądej      | Witold Chruściel Wisła Kraków    | Andrzej Grzegorzek Waldemar Legień                  |
| 86 kg        | Mirosław Rybczonek | Tomasz Błaszczyk                 | Krzysztof Kurczyna Andrzej Pęcikiewicz Wisła Kraków |
| 95 kg        | Mirosław Ksok      | Ryszard Pujszo                   | Zbigniew Bielawski Jerzy Kolanowski                 |
| +95 kg       | Wojciech Reszko    | Henryk Stawski                   | Jarosław Janczak Paweł Szwedziak                    |
| open         | Andrzej Sądej      | Zbigniew Bielawski               | Jarosław Brawata Wojciech Dworczyński Wisła Kraków  |